# Poniemuń (dzielnica Kowna)
Poniemuń (lit. Panemunės seniūnija) – lewobrzeżna dzielnica administracyjna Kowna położona na wschód od Aleksoty, w zakolu Niemna, na prawym brzegu Jesi, nad Zbiornikiem Kowieńskim; obejmuje Poniemuń, Rokai, Vičiūnai, Vaišvydava; pełni funkcje mieszkaniowe. 
Na Poniemuniu znajduje się IV i V fort twierdzy Kowno.